# David Wilson-Johnson
David Wilson-Johnson, né le 16 novembre 1950 à Northampton, est un baryton lyrique anglais.

## Biographie
David Wilson-Johnson fait ses études à la Wellingborough School et étudie les langues modernes et médiévales au St Catharine’s College de Cambridge. En tant que chanteur, il a étudié à la Royal Academy of Music de Londres, où il a remporté le prix Dove pour l’étudiant le plus distingué.
En 1976, Wilson-Johnson fait ses débuts à l’opéra dans "We Come to the River" de Henze au Royal Opera House de Covent Garden, où il chante par la suite des rôles importants dans de nombreux opéras. 
David Wilson-Johnson a été professeur de chant au Conservatoire d’Amsterdam de 2005 à 2010 et il est membre honoraire de la Royal Academy of Music de Londres.

## Consécration
Il a travaillé avec d’éminents chefs dont Vladimir Ashkenazy, Frans Brüggen, Pierre Boulez, Charles Dutoit, Carlo Maria Giulini, Nikolaus Harnoncourt, André Previn, Sir Simon Rattle, Gennadi Rojdestvensky, and Ievgueni Svetlanov.
D'autres concerts lui ont permis de travailler avec des chefs reconnus et de monter sur des grandes scènes : une 8e symphonie de Gustav Mahler avec le Berliner Philharmoniker, sous la dir. de Simon Rattle, King Priam de Tippett, sous la dir. de David Atherton aux BBC Proms, L'Elegy for Young Lovers de Henze, sous la dir. de Knussen au Concertgebouw d'Amsterdam, L’Heure Espagnole de Ravel, et Brahms Requiem sous Previn à Carnegie Hall, Pittsburgh et Oslo. Il est particulièrement fier de ses concerts et collaborations avec Charles Dutoit et les Orchestres de  Amsterdam, Boston, Genève, Londres, Monte Carlo, Philadelphie, Sydney, Tokyo et Zurich. 
Dans le cadre de projets éducatifs à Paris et Amsterdam, il chante La Création avec Frans Brüggen et LÓrchestre du 18eme.
En 2006, il décide de se retirer de la mise en scène de l’opéra, mais retourne sur scène pour "Peter Grimes" (dir. Willy Decker / cond. Yutaka Sado) au Teatro Regio di Torino en 2010 [1]. Il continue de donner des concerts (dont la version de concert d’opéra) dans le monde entier avec les grands orchestres et récitals avec son pianiste régulier David Owen Norris.
Résidant souvent en France, dans la vallée de la Dordogne quercynoise, il y organise de nombreux récitals de prestige ,,,.

### Proms
Après les attentats du 11 septembre 2001, il a chanté la Neuvième Symphonie de Beethoven sous la direction de Leonard Slatkin lors de la Dernière Nuit des Proms 2001 devant un public mondial de 340 millions de personnes.

### Critique musicale
C’est avec le Don Inigo enamouré de David Wilson-Johnson qu’on aura apprécié une voix superbe et libérée, un sens du jeu et surtout une déclamation française parfaite. Sa voix, sans être forcée, se lie parfaitement avec les truculences de l’orchestre ravélien dont aura apprécié les vents superbes et notamment le trombone solo de Matteo de Luca dont les glissandi firent merveille !

## Discographie (sélection)
David Wilson-Johnson a réalisé plus de 250 enregistrements, dont :
- Georg Fridrich Haendel : Dixit Dominus and Coronation Anthem no 1, Monteverdi Choir and Orchestra, dir. John Eliot Gardiner, with Felicity Palmer and Margaret Marshall, soprani, Charles Brett et Marc-Angelo Messana, contre-ténors, Richard Morton and Alastair Thompson, ténors, David Wilson-Johnson, basse. Erato, 2292-45136-2, 1978 (enregistré en octobtre 1976 et janvier 1977, Henry Wood, Hall-London.
- Franz Schubert, Winterreise, David Wilson-Johnson, David Owen Norris, piano. (Hyperion A66111) 1984.
- Arthur Somervell, Songs, David     Wilson-Johnson (Hyperion CDA 66187)1986
- Johann Sebastian Bach : Weltliche Kantaten, Gustav Leonhardt, Label Philips Classics / 442 779-2 ; Produktionsjahr 1995.
- Percy Grainger, Songs , David Wilson-Johnson, David Owen Norris, piano. (Pearl SHE 572).
- Gerald Finzi, Songs, David Wilson-Johnson, David Owen Norris, piano. (GMN CO116)1996
- Roger     Quilter, Songs, David Wilson-Johnson, David Owen Norris, piano. (Hyperion A 66208).
- Roger     Quilter : Folk-Song Arrangements / Part-Songs for Women's     Voices (Complete) (English Song, Vol. 11) ; David Wilson-Johnson ; David Owen Norris, piano. ℗ 2005 Naxos 8.557495.
- Joseph Haydn : Die Schöpfung (The Creation, Salzburger Bachchor. Janvier 2005, Label: Oehms Classics.
- Hector Berlioz : L'Enfance du Christ, David Wilson-Johnson, Mireille Delunsch, Tsuji, Dazeley, Salzburg Mozarteum Orchestra, Bolton. Janvier 2007, Label: Oehms Classics.
- Trevor Hold, Song Cycles, Amanda Pitt, David Wilson-Johnson*, David Owen Norris, piano.(Dutton CDLX 7213)     2008
- Ludwig van Beethoven : Symphonie No.9, Christiane Oelze, Ingeborg Danz, Christoph Strehl, David Wilson-Johnson, Collegium Vocale Gent Royal Flemish Philharmonic, dir. Philippe Herreweghe, Pentatone Classics, 2010.
- Hector Berlioz :     Béatrice et Bénédict, Laurent     Naouri, David Wilson-Johnson, Susan Gritton, Kenneth Tarver, London Symphony Orchestra, Sir Colin Davis, LSO live.
- Elgar : The Dream of Gerontius op. 38. Avec Lilli Katriina Paasikivi-Ilves, Mark Tucker and David Wilson-Johnson (baritone) ; the Sydney Symphony Orchestra : direction, Vladimir Ashkenazy. Récompensé par un "ARIA Award"  en 2012.
- Maurice Ravel, l'Enfant et les sortilèges, Mark Tucker, David Wilson Johnson, London Symphony Orchestra, André Prévin (direction) [8].
- Igor Stravinsky, Charles Wuorinen : Abraham and Isaac. Peter Hall, David Wilson-Johnson, Stephen Richardson, Michael Berkeley , Bernard Jacobson, Lucy Shelton ;  London Sinonietta, dir. Oliver Knussen ; Deutsche Grammophon.